# Sascha Hellen
Sascha Hellen (* 21. Dezember 1977 in Bochum) ist ein ehemaliger deutscher Eventmanager, freier Journalist und Medienberater.

## Tätigkeiten
Über ein Praktikum bei einer Bochumer Lokalzeitung fand Hellen den Einstieg in das Mediengeschäft. Hellen war Inhaber der Hellen Medien Projekte GmbH.
Hellen ist seit 2005 Veranstalter des jährlichen Steiger Award im Ruhrgebiet. Die Steiger Awards Ehrungen sind jährlich vergebene Auszeichnungen an Persönlichkeiten, die besonderes Engagement in den Bereichen Toleranz, Charity, Musik, Film, Medien, Sport, Umwelt oder Zusammenwachsen der europäischen Staatengemeinschaft gezeigt haben. Preisträger sind unter anderem Boris Becker, Edmund Stoiber, Vitali & Wladimir Klitschko, Franz Beckenbauer, Silvia von Schweden, Peter Maffay sowie die Altbundespräsidenten Roman Herzog und Horst Köhler.
Zwischen 2008 und 2012 organisierte Hellen die Veranstaltungsreihe Atriumtalk. In weiteren Projekten wie dem „NRW-Israel-Forum“ und der Veranstaltungsserie „Herausforderung Zukunft“ widmet sich das Unternehmen karitativen Zwecken zur Förderung des Dialogs der Religionen und Kulturen.
Die Veranstaltung „Herausforderung Zukunft“ wurde im Sommer 2007 in der Bochumer Jahrhunderthalle gegründet. Die Schirmherrschaft haben Erzbischof Desmond Tutu und der israelische Staatspräsident Schimon Peres übernommen. Hellen vermittelt unter anderem Prominente für verschiedene Auftritte. Das Projekt bietet an sieben Schulen verschiedener Schulformen in Bochum Workshops mit prominenten Persönlichkeiten aus allen Bereichen des öffentlichen Lebens an. Jugendliche und Kinder haben hier die Möglichkeit, mit Entscheidungsträgern ins Gespräch zu kommen, sich Sachverhalte erklären zu lassen und Persönlichkeiten, die Zeitgeschichte geschrieben haben, hautnah zu erleben. Die Workshops im Umfang von zwei Stunden finden in Gruppen zwischen 20 und 100 Schülern statt. Traditionell endet der Besuch der Gastredner immer mit einem Netzwerkmittagessen, bei dem die Referenten auf Multiplikatoren aus Politik, Gesellschaft, Kultur, Medien oder Sport treffen. Hellen hat den letzten Steiger Award auf Zeche Zollverein Mitte März 2019 durchgeführt. Hellen kam hier in die Kritik, weil er dem durchführenden Unternehmen vor Ort die vereinbarte Anzahlung in einer sechsstelligen Summe nicht geleistet hat.

## Kritik und Strafverfahren
Hellen war Partei eines Gerichtsverfahrens mit dem ehemaligen Sponsor Stadtwerke Bochum. Streitpunkte waren die Affäre um den Atrium-Talk und ein geplantes Paul-McCartney-Konzert in Bochum. Die Stadtwerke Bochum haben alle Verträge mit Hellen gekündigt und klagten vor dem Landgericht Bochum auf Rückzahlung von 250.000 Euro wegen nicht erbrachter Leistungen. Insgesamt erhielt Hellen seit 2007 ca. 1,6 Millionen Euro von den Bochumer Stadtwerken. In die öffentliche Kritik geriet Hellen für Honorare in Höhe von 25.000 Euro für Auftritte von Peer Steinbrück, dem späteren Bundespräsidenten Joachim Gauck und anderen Prominenten beim Atrium-Talk.
Im Rahmen einer Pressekonferenz am 13. Dezember 2012 im Rathaus Bochum gab die Oberbürgermeisterin Ottilie Scholz bekannt, unter anderem auch nicht mehr als Schirmherrin für das Projekt „Herausforderung Zukunft“ zur Verfügung zu stehen. Im Februar 2013 gaben die Sparkasse Bochum und Hellen gemeinsam bekannt, den bestehenden Sponsoring-Vertrag aufzulösen. Kern des Disputs war die vertragliche Situation um ein geplantes Konzert 2010 von Paul McCartney im RuhrCongress Bochum. Hellen hatte für dieses Konzert Vorschüsse von 113.000 Euro erhalten und nicht zurückgezahlt. Hellen war, nach eigenen Angaben, nach London geflogen und hatte ein Teil des Geldes in einem Briefumschlag bar an einen pakistanischstämmigen Verbindungsmann von Paul McCartney übergeben. Den Ausfall des Konzertes führte Hellen auf die negativen Presseberichte über die Stadtwerke-Affäre 2012 zurück.
Die Staatsanwaltschaft Bochum teilte am 3. September 2014 mit: „Vor dem Hintergrund des Abschlusses der zivilrechtlichen Auseinandersetzung zwischen langjährigen Geschäftspartnern hat die Staatsanwaltschaft Bochum jedoch mit Zustimmung des Amtsgerichts Bochum am 3. September 2014 das Ermittlungsverfahren gegen Sascha Hellen gemäß § 153 Strafprozessordnung eingestellt, da eine mögliche Schuld als zu gering anzusehen wäre.“ Berücksichtigt worden sei auch das Hellen „nicht vorbestraft ist und die mögliche Tat längere Zeit zurückliegt.“ Mit 241.560 Euro hatten die Stadtwerke erst im Februar 2014 ihren Rückzahlungsanspruch beziffert.
Am 12. August 2015 wurde beim Amtsgericht Bochum, Aktenzeichen: 80 IN 412/15, das Insolvenzeröffnungsverfahren über die Hellen Medien Projekte GmbH eingetragen. Mitte September 2015 wurde dieses Verfahren wieder eingestellt. Am 5. Juli 2017 wurde beim Amtsgericht Bochum, Aktenzeichen: 80 IN 335/17, erneut ein Insolvenzverfahren über die Hellen Medien Projekte GmbH eingetragen. Weiter hat er Prof. Dietrich Grönemeyer ein Darlehen über 150000 Euro nicht zurückgezahlt.
Im Rahmen des Steiger Awards 2015 kam es zu einem Streit mit dem Preisträger Hardy Krüger. Ihm und seiner Frau war die Erstattung von Reisekosten für die Anreise aus den USA in Höhe von 17000 Euro zugesagt worden. Eine Erstattung blieb jedoch aus. Krüger gab den Preis nachher an Hellen zurück und schaltete einen Rechtsanwalt ein.
Ende Juli 2019 wurde Hellen vom Landgericht Bochum wegen Betrugs in zwölf Fällen und Unterschlagung in zwei Fällen zu zwei Jahren Haft und 200 Sozialstunden verurteilt. Er gilt damit als vorbestraft.
2021 wurde Hellen erneut wegen Betrugs angeklagt und vom Landgericht Bochum zu zwei Jahren und neun Monaten Haftstrafe ohne Bewährung verurteilt. Hellen hatte einer fernsehbekannten Ärztin ein Darlehen von über 500.000 Euro nicht zurückgezahlt. Hellen lebt mittlerweile in Berlin.